# 張問達
張 問達（ちょう もんたつ、1554年 - 1625年）は、明代の官僚・政治家。梃撃の案・紅丸の案・移宮の案の明末三案すべての処断に関わった。字は徳允。本貫は西安府涇陽県。

## 生涯
張汝騋と韓氏のあいだの子として生まれた。1583年（万暦11年）、進士に及第した。高平知県と濰県知県を歴任し、善政で知られた。北京に召還されて刑科給事中に任じられた。1592年（万暦20年）、寧夏で哱拝の乱が起こると、問達は陝西の賦税を免除するよう請願し、聞き入れられた。父が死去すると、問達は辞職して喪に服した。喪が明けるともとの官に起用された。工科左給事中に転じた。ときに万暦帝が乾清宮と坤寧宮の再建を図り、宦官が投機を利として他の事業も復興させた。問達は事業の停止を求めたが、聞き入れられなかった。まもなく鉱税の禍について上奏し、宦官を非難した。1600年（万暦28年）、山東で郷試をつかさどった。道中での飢饉と流民発生の状況を報告し、鉱税の廃止を求める上疏をおこなったが、聞き入れられなかった。まもなく問達は廠庫を巡視した。内府の器物を扱う商人が僉商と呼ばれて官に納める物資の調達義務を負っていたが、富豪たちが万暦帝の側近に賄賂を贈って調達義務の免除を求め、万暦帝もこれを許可していた。問達は2回上疏してこのことを問題として取り上げたが、改善されなかった。礼科都給事中に進んだ。1602年（万暦30年）、問達は李卓吾を邪説で民衆を惑わしていると弾劾した。李卓吾は逮捕されて獄中で死んだ。
10月、問達は天文の異変が起こった機会をとらえて、再び鉱税の廃止を請願したが、万暦帝に聞き入れられなかった。1604年（万暦32年）、問達は太常寺少卿に転じた。1607年（万暦35年）、右僉都御史となり、湖広巡撫をつとめた。湖広では洪水の被害が発生していたため、問達はたびたび債務の減免を請願した。万暦帝が三殿の営建事業のために、420万あまりを費やして湖北湖南の木材を伐採させると、問達は困窮する民衆に手当てした。1614年（万暦42年）、北京に召還され、刑部右侍郎に任じられた。刑部尚書の事務を代行し、都察院の事務を兼務した。
1615年（万暦43年）5月、皇太子朱常洛が襲撃された梃撃の案の実行犯である張差が審問された。問達は員外郎の陸夢龍の言に従って、刑部の十三司に命じて集団で尋問させ、鄭貴妃の宮監の龐保と劉成が犯行に協力していたとの証言を引き出した。宮中や外廷の人々は鄭貴妃の弟の鄭国泰が仕組んだのではないかと疑っていた。問達らは張差の尋問結果を上奏したが、万暦帝は龐保と劉成の名を見ると、上奏文を留めおいて回覧させなかった。まもなく万暦帝は方従哲・呉道南と問達らを慈寧宮に召し出し、龐保と劉成を磔刑に処すよう命じた。万暦帝はほどなく意見を変え、張差を先に処刑し、九卿三法の司会に命じて龐保と劉成を文華門で尋問させることにした。龐保と劉成が罪を認めていなかったことから、問達らは文華門での尋問を拒否し、処分を外廷で決定するよう上疏した。万暦帝は龐保と劉成の身柄を鄭氏に預け、処分を外廷に任せたが、議論はますますやかましいものになった。そこで帝は宦官に命じてひそかに宮中で2人を殺害させ、重傷のために死んだと公表させた。馬三道ら5人は流刑となった。この年、問達は都察院事を解任された。1618年（万暦46年）、戸部尚書に転じて、倉場を総督した。1619年（万暦47年）、刑部尚書を代行兼務した。1620年（万暦48年）7月、左都御史に任じられた。同年（泰昌元年）8月、泰昌帝の病が重篤になると、問達は帝の遺命を受けた。
1621年（天啓元年）12月、問達は周嘉謨に代わって吏部尚書となった。万暦年間に誤った処分のために失脚した諸臣75人を名誉回復し、贈官や子への蔭官をおこなった。
ときに孫慎行と鄒元標が泰昌帝の服毒事件である紅丸の案を論じて、方従哲を非難した。天啓帝が廷臣を集めて議論すると、意見を述べる者が110人あまりに上った。問達は廷臣の議論を集約し、李可灼と崔文昇を法司に下すよう求め、諸臣が李選侍の移宮のために圧力をかけなければ天啓帝の即位もなかったとの認識を示した。その上疏が入れられると、天啓帝は李可灼を逮捕して法吏に下したものの、崔文昇についてはすでに南京に身柄を移していたため、改めての処分は下さなかった。
問達は任期を満了すると、太子太保の位を加えられた。帰休を求めて、13回上疏した。1623年（天啓3年）9月、少保の位を加えられて致仕し、駅馬車に乗って帰郷した。
1625年（天啓5年）、魏忠賢が国政を専断するようになっていた。問達は王之寀を引き立てて党派を育て政治を乱したと御史の周維持に弾劾され、官爵を剥奪された。さらには御史の牟志夔が不正に得た財産を蔵匿していると問達を誣告し、下吏の審問を求めた。問達は財産10万を官に納めて軍資とするよう命じられた。ほどなく問達は死去した。享年は72。陝西巡撫の張維枢が弁護して、献納義務の半分は免除されたが、問達の家は破産した。1628年（崇禎元年）、問達は名誉を回復され、太保の位を追贈された。著書に『易経弁疑』7巻があった。